# Kevin Greutert
Kevin Greutert, född 31 mars 1965 i Pasadena i Kalifornien, är en amerikansk filmklippare och regissör. Han är mest känd för att arbeta inom filmserien Saw, där han har varit aktiv på totalt tio (snart elva) filmer. Han är sedan länge även gift med skådespelerskan Elizabeth Rowin.

## Filmografi (i urval)

### Regissör
- 2009 – Saw VI
- 2010 – Saw 3D
- 2014 – Jessabelle
- 2015 – Visions
- 2017 – Jackals
- 2023 – Saw X
- TBA – Saw XI[2]

### Exekutiv producent
- 2017 – Leatherface
- 2021 – Spiral

### Klippare
- 2004 – Saw
- 2005 – Saw II
- 2006 – Room 6
- 2006 – Saw III
- 2006 – Journey to the End of the Night
- 2007 – Saw IV
- 2008 – Saw V
- 2008 – The Strangers
- 2012 – The Collection
- 2014 – Jessabelle
- 2015 – Visions
- 2017 – Jackals
- 2017 – Jigsaw
- 2022 – Umma
- 2023 – Cobweb
- 2023 – Saw X

### Titeldesigner
- 2005 – House of the Dead II: Dead Aim

### Kreativ konsult
- 2020 – His House
- 2022 – Barbarian